# Husmansskatt
Husmansskatt var en avgäld av grundskattenatur i Bohuslän (del av silverskatten), som årligen uttogs av strandsittare och innehavare av torplägenheter. Den upphörde från och med 1845 års ingång.